# Nicolas Bokov
Pour les articles homonymes, voir Bokov.
Nicolas Bokov, né le 7 juillet 1945 à Moscou et mort le 2 décembre 2019 à Paris, est un écrivain d'origine russe, qui a émigré en France en 1975.

## Biographie

### Activités en Russie
En 1967, alors qu'il est étudiant en philosophie, Nicolas Bokov se rend à Riazan, avec Slava Velikanov et Valery Chtcherbakov, pour rencontrer Alexandre Soljenitsyne. À la suite de leur rencontre, ce dernier leur écrit : « Vous ne vous tromperez jamais, si, dans toutes les situations qu’offre la société, vous agissez dans le sens de la justice [...] Cela nous donne la possibilité d’agir en permanence, sans baisser les bras, et ne m’objectez pas que « chacun comprend la justice différemment » Non ! Ils peuvent crier, nous prendre à la gorge, nous écorcher la poitrine, la chiquenaude intérieure est aussi infaillible que ce que nous suggère la conscience. »
En 1969, Nicolas Bokov obtient un diplôme de la faculté de philosophie de l'université d'État de Moscou. L'année suivante, il travaille dans cette institution, mais, en 1972, à la demande du KGB, il en est expulsé. 
À partir de 1973, il est ouvertement harcelé, perquisitionné et interrogé à plusieurs reprises par les agences de sécurité de l'État pour son implication dans des activités de dissidence. Il participe en effet au Samizdat, un média clandestin de l'époque soviétique et, en outre, publie sous pseudonyme des ouvrages qui critiquent la société russe. 
Plusieurs de ses textes sont traduits dans diverses langues étrangères et lus en Europe de l'Ouest. Sa nouvelle La Tête de Lénine paraît à Paris en 1972, d’abord dans le journal La Pensée Russe, puis chez Maurice Nadeau. Le livre, qui circule en Russie sous le manteau, est réédité en langue française en 2017, à l’occasion du centenaire de la révolution bolchévique.

### Exil
Le 25 avril 1975, il émigre en Autriche, puis en France. Il travaille dans le milieu de la presse et publie des nouvelles. En 1982, il embrasse la foi chrétienne et cesse d'écrire. Sans domicile fixe, il voyage aux États-Unis, en Europe et vit un temps en République monastique du Mont-Athos et en Terre sainte. 
Il regagne la France en 1988. Il mène une existence nomade dans la rue et dans des carrières abandonnées, considérant ce mode de vie comme une forme d’ascèse. Il s'installe notamment dans une caverne à dix-huit kilomètres de Paris, où il cultive un potager, et devient membre de l’Association des Amis de Notre-Dame, organisant notamment des visites de Paris à des Russes nouvellement arrivés.

### Retour à la littérature
Il revient à la littérature en 1998 pour relater cette expérience dans le récit intitulé Dans la rue, à Paris, préfacé par l'abbé Pierre. Déjeuner au bord de la Baltique, publié en 1999, évoque son passé dissident. La Conversion (2002) et La Zone de réponse (2003) raconte son cheminement vers la foi chrétienne. Il tient une rubrique dans le magazine français La Vie russe jusqu'en 2002.
Son ami Sergueï Bychkov explique ce retour à l'écriture : « Il n’oublia jamais sa vocation d’écrivain, il inscrivait dans des carnets ce qui lui arrivait, ce qui se passait autour de lui. C’est de ces notes que sont nées par la suite ses principales œuvres. C’était un homme doué pour le mysticisme. Il étudiait de près le patrimoine sacré, l’expérience catholique et protestante. Il s’est rendu sur les lieux de l’apparition de la Vierge, à Fatima et à Lourdes, ville avec laquelle il avait une relation particulière. [...] Créer était pour Nicolas Bokov aussi vital que de respirer. Ses dernières œuvres sont imprégnées d’amour. »
Il reçoit le prix de la Fondation Delmas de l'Institut de France en 2001.
Il est membre du PEN Club français, organisation qui défend la liberté d'expression des auteurs du monde entier.

## Œuvres
- 1975 : Nobody - John Calder, London
- 1982 : La Tête de Lénine - Robert Laffont, Paris ; réédition, Éditions Noir sur Blanc, 2017  (ISBN 978-2-88250-463-0) ; réédition, Paris, Libretto, 2019  (ISBN 978-2-36914-533-2)
- 1982 : Der Fremdling - Diogenes Verlag, Zürich
- 1998 : Dans la rue, à Paris - Éditions Noir sur Blanc  (ISBN 2-88250-068-8)
- 1999 : Déjeuner au bord de la Baltique - récit. Noir sur Blanc -  (ISBN 2-88250-077-7)
- 2002 : La Conversion - Noir sur Blanc  (ISBN 2-88250-124-2)
- 2003 : La Zone de réponse - Noir sur Blanc - 2003  (ISBN 2-88250-129-3)
- 2005 : Or d'automne et pointe d'argent. Conversations avec Victor Koulbak. - Noir sur Blanc  (ISBN 2-88250-168-4)
- 2005 : De tout un peu - éditions Lucile  (ISBN 2-9523127-4-5)
- 2008 : Liquidation dans: Hommage à Anna Politkovskaya. Buchet/Chastel, Paris
- 2008 : Où va la Russie, et la France avec elle ? Franc-Tireur USA -  (ISBN 978-0-557-03352-2)
- 2008 : Fragmentarium [Фрагментарий](en russe) Franc-Tireur USA -  (ISBN 978-0-557-03654-7)
- 2009 : Envie de miracle - Franc-Tireur USA -  (ISBN 978-0-557-08340-4)
- 2010 : Opération Betterave - Noir sur Blanc, Lausanne  (ISBN 978-2-88250-237-7) dont la traduction par Maud Mabillard reçoit une Mention spéciale au Prix Russophonie 2011
- 2010  : Le Pic Dorothée (roman, en russe) Franc-Tireur USA -  (ISBN 978-1-105-80824-1)
- 2010  : La Bavure (plaidoirie) - Franc-Tireur USA -  (ISBN 978-1-300-84985-8)
- 2015  : Loin de la Tour Eiffel, récit. Éditions de la Caverne / Amazon -  (ISBN 978-1518650918)